# Артур Комптон
Арту́р Го́ллі Ко́мптон (англ. Arthur Holly Compton; 10 вересня 1892 — 15 березня 1962) — американський фізик, лауреат Нобелівської премії з фізики 1927 року.

## Біографія
Народився в місті Вустер, штат Огайо, США в академічній сім'ї. Його батько був деканом Вустерського коледжу, старші брати стали згодом президентами університетів.
Після здобуття ступеня бакалавра у Вустерському коледжі (1913) Артур Комптон продовжив навчання у Принстонському університеті й став магістром у 1914 році. Через два роки він захистив у Принстоні дисертацію і здобув ступінь доктора філософії.
З 1918 року вивчав рентгенівське випромінювання. У 1922 році виявив і дав теоретичне обґрунтування ефекту зміни довжини хвилі рентгенівського випромінювання унаслідок розсіяння його електронами речовини, чим довів існування фотона. За це відкриття Комптон був нагороджений Нобелівською премією, а відкрите явище отримало назву ефекту Комптона.
У 1926 році отримав премію Румфорда Американської академії мистецтв і наук за дослідження рентгенівського випромінювання.

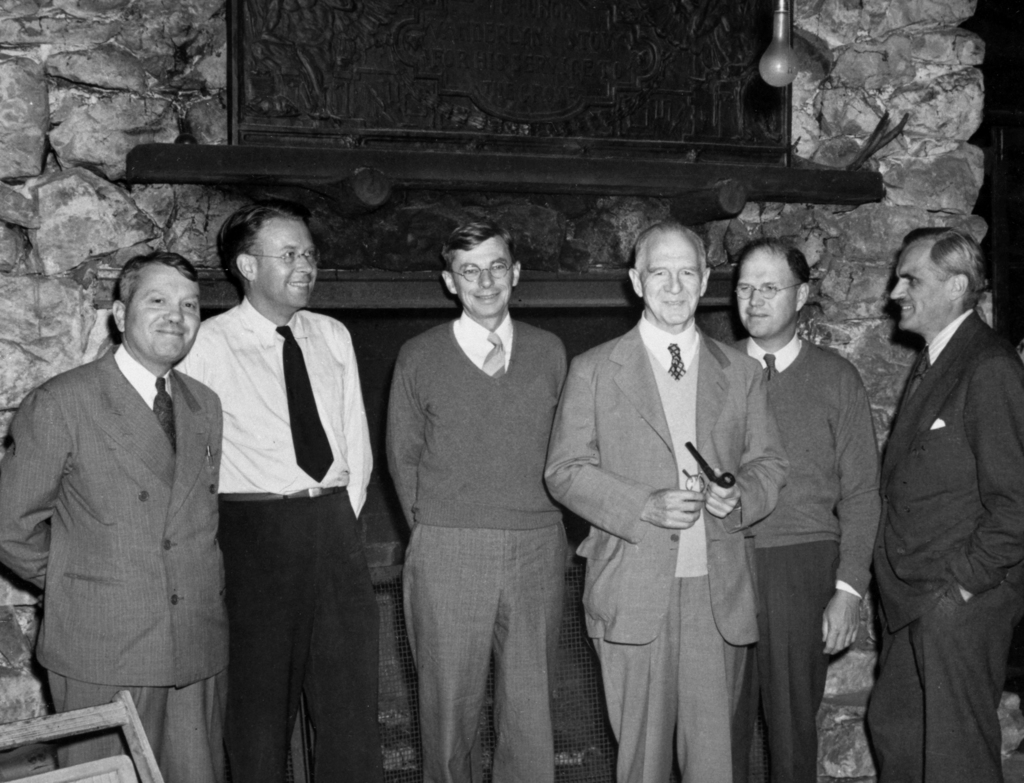
Урановий комітет S-1, 1942
Артур Комптон — крайній праворуч

У 1941 році, разом з Веннівером Бушем, головою військового Офісу наукових досліджень і розвитку (OSRD), і Ернестом Лоренсом, винахідником циклотрона, Комптон допоміг прийняти у керівництво американську програму розробки атомної бомби. Комптон був головою Уранового комітету S-1, який був відповідальний за дослідження властивостей і виробництва урану. У 1942 році Комптон призначив Роберта Оппенгеймера головним теоретиком комітету. Влітку 1942 року робота комітету була підпорядкована армії та стала Мангеттенським проєктом.
Негайно після нападу Японії на Перл-Гарбор 7 грудня 1941 року Комптон отримав підтримку плану цілеспрямованих досліджень плутонію у Чиказькому університеті з амбіційною метою створити першу атомну бомбу до січня 1945 року. Реалізація проєкту зайняла лише на шість місяців більше запланованого терміну. «Металургійна лабораторія» або «Мет Лаб» — ім'я для прикриття об'єкта Комптона. Його завданнями були перетворення урану на плутоній в уранових збірках, здатних підтримувати ланцюгову реакцію, знаходження шляхів відокремлення плутонію від урану та проєктування бомби. У грудні 1942 року під університетським стадіоном «Поле Стегга» група вчених «Мет Лаб» під керівництвом Енріко Фермі отримала ланцюгову реакцію здатну до самопідтримки в першому у світі ядерному реакторі. Комптон до кінця війни був видатним науковим радником і адміністратором.
З 1946 по 1953 рік Артур Комптон був президентом Вашингтонського університету в Сент-Луїсі, й продовжував працювати в університеті до відставки у 1961 році.